# Vlaamse Cultuurraad (samenstelling 1971-1974)
Dit is de lijst van de leden van de Vlaamse Cultuurraad in de legislatuur 1971-1974. De Vlaamse Cultuurraad was een verre voorloper van het Vlaams Parlement en werd nog niet rechtstreeks verkozen.
De legislatuur 1971-1974 telde 213 leden. Dit waren de 117 leden van de Nederlandse taalgroep uit de Kamer van volksvertegenwoordigers verkozen bij de verkiezingen van 10 maart 1974 en de 96 leden van de Nederlandse taalgroep uit de Belgische Senaat, verkozen op 10 maart 1974, aangeduid door de provincieraden of gecoöpteerd. In 1973 kreeg de Nederlandse taalgroep van de Kamer één lid bij, nadat in de kieskring Brussel de Franstalige Henri Simonet vervangen werd door een Nederlandstalige. Hierdoor waren er vanaf toen 214 leden.
De eerste legislatuur van de Vlaamse Cultuurraad ging van start op 7 december 1971 en eindigde op 15 januari 1974.

## Samenstelling
| Begin legislatuur (1971) | Begin legislatuur (1971) | Begin legislatuur (1971) | Einde legislatuur (1974) | Einde legislatuur (1974) | Einde legislatuur (1974) |
| Fractie                  | Fractie                  | Zetels                   | Fractie                  | Fractie                  | Zetels                   |
| ------------------------ | ------------------------ | ------------------------ | ------------------------ | ------------------------ | ------------------------ |
|                          | CVP                      | 89                       |                          | CVP                      | 89                       |
|                          | BSP                      | 52                       |                          | BSP                      | 53                       |
|                          | Volksunie                | 40                       |                          | Volksunie                | 40                       |
|                          | PVV                      | 31                       |                          | PVV                      | 31                       |
|                          | KPB                      | 1                        |                          | KPB                      | 1                        |

Wijzigingen in fractiesamenstelling:
- In 1973 krijgt de BSP-fractie één extra parlementslid, Jozef Ghyssels. De Nederlandstalige Ghyssels volgt namelijk in de Kamer de Franstalige Henri Simonet op, verkozen in de kieskring Brussel.

## Lijst van de parlementsleden
| Volksvertegenwoordiger     | Partij    | Kieskring                 | Opmerkingen |
| -------------------------- | --------- | ------------------------- | --- |
| Leo Tindemans              | CVP       | Antwerpen                 | |
| Maria Verlackt-Gevaert     | CVP       | Antwerpen                 | |
| Karel Blanckaert           | CVP       | Antwerpen                 | Voorzitter van de CVP-fractie vanaf 20 november 1973. |
| Herman Suykerbuyk          | CVP       | Antwerpen                 | |
| Frank Swaelen              | CVP       | Antwerpen                 | |
| Tijl Declercq              | CVP       | Antwerpen                 | |
| Jos Van Eynde              | BSP       | Antwerpen                 | Voorzitter van de commissie Radio en Televisie. |
| Louis Major                | BSP       | Antwerpen                 | |
| Wim Geldolf                | BSP       | Antwerpen                 | |
| Frans Detiège              | BSP       | Antwerpen                 | |
| Jan Mangelschots           | BSP       | Antwerpen                 | |
| Jos Van Elewyck            | BSP       | Antwerpen                 | Voorzitter van de commissie Culturele Promotie en Cultureel Patrimonium                                                                                                |
| Frans Grootjans            | PVV       | Antwerpen                 | Voorzitter van de PVV-fractie van 10 februari 1972 tot 19 februari 1973, voorzitter van de commissie Onderwijs tot 5 maart 1973 en ondervoorzitter vanaf 6 maart 1973. |
| Karel Poma                 | PVV       | Antwerpen                 | |
| Georges Van Lidth de Jeude | PVV       | Antwerpen                 | |
| Frans Van der Elst         | Volksunie | Antwerpen                 | |
| Reimond Mattheyssens       | Volksunie | Antwerpen                 | Voorzitter van de commissie Taalwetgeving en Taalbescherming. |
| Hugo Schiltz               | Volksunie | Antwerpen                 | |
| Hector Goemans             | Volksunie | Antwerpen                 | |
| André De Beul              | Volksunie | Antwerpen                 | |
| Jos De Saeger              | CVP       | Mechelen-Turnhout         | |
| Michel Van Dessel          | CVP       | Mechelen-Turnhout         | |
| Guido Verhaegen            | CVP       | Mechelen-Turnhout         | |
| Désiré Van Daele           | BSP       | Mechelen-Turnhout         | |
| Hugo Adriaensens           | BSP       | Mechelen-Turnhout         | |
| Ludo Sels                  | Volksunie | Mechelen-Turnhout         | |
| Frans Van Mechelen         | CVP       | Mechelen-Turnhout         | |
| Renaat Peeters             | CVP       | Mechelen-Turnhout         | |
| Francis Tanghe             | CVP       | Mechelen-Turnhout         | |
| Robert Van Rompaey         | CVP       | Mechelen-Turnhout         | |
| Jozef Cools                | BSP       | Mechelen-Turnhout         | |
| Peter Poortmans            | PVV       | Mechelen-Turnhout         | |
| Jozef Belmans              | Volksunie | Mechelen-Turnhout         | |
| Renaat Van Elslande        | CVP       | Brussel                   | |
| Jos Chabert                | CVP       | Brussel                   | Voorzitter van de CVP-fractie van 10 februari 1972 tot 26 januari 1973.                                                                                                |
| Paul De Keersmaeker        | CVP       | Brussel                   | |
| Paul De Kerpel             | CVP       | Brussel                   | |
| Achille Diegenant          | CVP       | Brussel                   | |
| Jozef Ghyssels             | BSP       | Brussel                   | Zetelt vanaf 6 maart 1973. |
| Frans Gelders              | BSP       | Brussel                   | |
| August De Winter           | PVV       | Brussel                   | |
| Vic Anciaux                | Volksunie | Brussel                   | |
| Eugeen De Facq             | Volksunie | Brussel                   | |
| Louis Van Geyt             | KPB       | Brussel                   | |
| Jaak Henckens              | CVP       | Leuven                    | Voorzitter van de commissie Jeugdbeleid, Permanente Vorming en Sport.                                                                                                  |
| Godelieve Devos            | CVP       | Leuven                    | Secretaris. |
| Alfons Vranckx             | BSP       | Leuven                    | |
| Henri Boel                 | BSP       | Leuven                    | Voorzitter van de BSP-fractie vanaf 20 november 1973. |
| August Smets               | BSP       | Leuven                    | |
| Georges Sprockeels         | PVV       | Leuven                    | Voorzitter van de commissie Onderwijs vanaf 20 maart 1973. |
| Robert Rolin Jaequemyns    | PVV       | Leuven                    | |
| Willy Kuijpers             | Volksunie | Leuven                    | |
| Fernand Vandamme           | CVP       | Brugge                    | |
| Daniel Coens               | CVP       | Brugge                    | |
| Achiel Van Acker           | BSP       | Brugge                    | |
| Omaar Carpels              | BSP       | Brugge                    | |
| Pieter Leys                | Volksunie | Brugge                    | |
| Leopold Verhenne           | CVP       | Kortrijk-Ieper            | |
| André Dequae               | CVP       | Kortrijk-Ieper            | |
| Jules Mathys               | BSP       | Kortrijk-Ieper            | |
| Marcel Vandenhove          | BSP       | Kortrijk-Ieper            | |
| André Kempinaire           | PVV       | Kortrijk-Ieper            | |
| Luc Vansteenkiste          | Volksunie | Kortrijk-Ieper            | |
| Dries Claeys               | CVP       | Veurne-Diksmuide-Oostende | |
| Gerard Markey              | CVP       | Veurne-Diksmuide-Oostende | |
| Alfons Laridon             | BSP       | Veurne-Diksmuide-Oostende | |
| Raoul Bonnel               | PVV       | Veurne-Diksmuide-Oostende | Vervangt vanaf 7 maart 1972 de overleden Polydore-Gentiel Holvoet. |
| Emiel Vansteenkiste        | Volksunie | Veurne-Diksmuide-Oostende | Vervangt vanaf 11 april 1972 de overleden Etienne Lootens-Stael. |
| Robert Gheysen             | CVP       | Roeselare-Tielt           | |
| Erik Vankeirsbilck         | CVP       | Roeselare-Tielt           | Vervangt vanaf 16 oktober 1973 Honoraat Callebert, die uit de politiek stapt.                                                                                          |
| André Bourgeois            | CVP       | Roeselare-Tielt           | |
| Gustaaf Nyffels            | BSP       | Roeselare-Tielt           | |
| Mik Babylon                | Volksunie | Roeselare-Tielt           | |
| Marcel Bode                | CVP       | Kortrijk-Ieper            | |
| Arlette Duclos-Lahaye      | PVV       | Kortrijk-Ieper            | |
| Roger Otte                 | CVP       | Oudenaarde-Aalst          | |
| Ghisleen Willems           | CVP       | Oudenaarde-Aalst          | |
| Albert Van Hoorick         | BSP       | Oudenaarde-Aalst          | Secretaris. |
| Louis D'haeseleer          | PVV       | Oudenaarde-Aalst          | |
| Louis Waltniel             | PVV       | Oudenaarde-Aalst          | |
| Richard Van Leemputten     | Volksunie | Oudenaarde-Aalst          | |
| Jan Verroken               | CVP       | Oudenaarde-Aalst          | |
| Marcel Vanderhaegen        | BSP       | Oudenaarde-Aalst          | |
| Herman De Croo             | PVV       | Oudenaarde-Aalst          | Voorzitter van de PVV-fractie vanaf 20 februari 1973. |
| Placide De Paepe           | CVP       | Gent-Eeklo                | |
| Adhémar d'Alcantara        | CVP       | Gent-Eeklo                | |
| Maurice Van Herreweghe     | CVP       | Gent-Eeklo                | |
| Maurice Dewulf             | CVP       | Gent-Eeklo                | |
| Adhémar Deneir             | CVP       | Gent-Eeklo                | |
| Edward Anseele jr.         | BSP       | Gent-Eeklo                | |
| Livien Danschutter         | BSP       | Gent-Eeklo                | |
| Gilbert Temmerman          | BSP       | Gent-Eeklo                | |
| Willy De Clercq            | PVV       | Gent-Eeklo                | |
| Emile Flamant              | PVV       | Gent-Eeklo                | |
| Leopold Niemegeers         | PVV       | Gent-Eeklo                | |
| Frans Baert                | Volksunie | Gent-Eeklo                | |
| Johannes Wannyn            | Volksunie | Gent-Eeklo                | |
| Omer De Mey                | CVP       | Dendermonde-Sint-Niklaas  | |
| Paul De Vidts              | CVP       | Dendermonde-Sint-Niklaas  | |
| Aimé Van Lent              | BSP       | Dendermonde-Sint-Niklaas  | |
| Nelly Maes                 | Volksunie | Dendermonde-Sint-Niklaas  | |
| Marcel Duerinck            | CVP       | Dendermonde-Sint-Niklaas  | |
| Gustave Boeykens           | BSP       | Dendermonde-Sint-Niklaas  | |
| Frans Verberckmoes         | PVV       | Dendermonde-Sint-Niklaas  | |
| Avil Geerinck              | Volksunie | Dendermonde-Sint-Niklaas  | |
| Alfred Bertrand            | CVP       | Hasselt-Tongeren-Maaseik  | |
| Luc Dhoore                 | CVP       | Hasselt-Tongeren-Maaseik  | |
| Georges Monard             | CVP       | Hasselt-Tongeren-Maaseik  | |
| Willy Claes                | BSP       | Hasselt-Tongeren-Maaseik  | |
| Emiel Vanijlen             | BSP       | Hasselt-Tongeren-Maaseik  | |
| Jozef Olaerts              | Volksunie | Hasselt-Tongeren-Maaseik  | |
| Lambert Kelchtermans       | CVP       | Hasselt-Tongeren-Maaseik  | |
| Mathieu Rutten             | CVP       | Hasselt-Tongeren-Maaseik  | |
| Germaine Craeybeckx-Orij   | CVP       | Hasselt-Tongeren-Maaseik  | |
| Jean Férir                 | BSP       | Hasselt-Tongeren-Maaseik  | |
| Fernand Colla              | PVV       | Hasselt-Tongeren-Maaseik  | |
| Raymond Clercx             | PVV       | Hasselt-Tongeren-Maaseik  | |
| Evrard Raskin              | Volksunie | Hasselt-Tongeren-Maaseik  | |
| Ferdinand Boey             | PVV       | Antwerpen                 | |
| Hector De Bruyne           | Volksunie | Antwerpen                 | |
| Gerard Bergers             | Volksunie | Antwerpen                 | Vervangt vanaf 18 december 1973 Robert Roosens, die om gezondheidsredenen ontslag neemt.                                                                               |
| Willy Calewaert            | BSP       | Antwerpen                 | Voorzitter van de BSP-fractie van 10 februari 1972 tot 26 januari 1973.                                                                                                |
| Maurice Dequeecker         | BSP       | Antwerpen                 | |
| Jos Wijninckx              | BSP       | Antwerpen                 | |
| John Van den Eynden        | BSP       | Antwerpen                 | |
| Aloïs Sledsens             | CVP       | Antwerpen                 | |
| Paul Akkermans             | CVP       | Antwerpen                 | |
| Frans Vanderborght         | CVP       | Antwerpen                 | |
| Paul De Clercq             | PVV       | Mechelen-Turnhout         | |
| Wim Jorissen               | Volksunie | Mechelen-Turnhout         | |
| Carlo Van Elsen            | Volksunie | Mechelen-Turnhout         | |
| Jef Ramaekers              | BSP       | Mechelen-Turnhout         | |
| Constant De Clercq         | CVP       | Mechelen-Turnhout         | |
| Joris Verhaegen            | CVP       | Mechelen-Turnhout         | |
| Henri Van Doninck          | CVP       | Mechelen-Turnhout         | |
| Jan Bascour                | PVV       | Brussel                   | |
| Lode Claes                 | Volksunie | Brussel                   | |
| Bob Maes                   | Volksunie | Brussel                   | |
| Raphael Hulpiau            | CVP       | Brussel                   | Voorzitter van de CVP-fractie van 20 februari tot 19 november 1973. |
| Leo Lindemans              | CVP       | Brussel                   | |
| Omer Vanaudenhove          | PVV       | Leuven                    | |
| Edward Leemans             | CVP       | Leuven                    | Vervangt vanaf 3 juli 1973 Gaston Eyskens, die bestuurder wordt bij Kredietbank.                                                                                       |
| Leopold Decoux             | BSP       | Leuven                    | |
| August Bogaerts            | BSP       | Leuven                    | |
| Guido Van In               | Volksunie | Brugge                    | |
| Albert Bogaert             | CVP       | Brugge                    | |
| Frank Van Acker            | BSP       | Brugge                    | |
| Hilaire Lahaye             | PVV       | Kortrijk-Ieper            | |
| Frans Blancquaert          | Volksunie | Kortrijk-Ieper            | |
| Albert Lavens              | CVP       | Kortrijk-Ieper            | |
| Armand De Rore             | BSP       | Kortrijk-Ieper            | |
| Roger Vannieuwenhuyze      | CVP       | Roeselare-Tielt           | |
| Raphaël Lecluyse           | CVP       | Roeselare-Tielt           | |
| Raf Versteele              | CVP       | Veurne-Diksmuide-Oostende | |
| Raymond Miroir             | BSP       | Veurne-Diksmuide-Oostende | |
| Jean Pede                  | PVV       | Gent-Eeklo                | |
| Jean Kickx                 | PVV       | Gent-Eeklo                | |
| Leo Wouters                | Volksunie | Gent-Eeklo                | |
| Georgia Turf-De Munter     | CVP       | Gent-Eeklo                | Vervangt vanaf 16 oktober 1973 de overleden Théo Lefèvre. |
| André Dua                  | CVP       | Gent-Eeklo                | |
| Armand Verspeeten          | BSP       | Gent-Eeklo                | |
| Gérard De Paep             | Volksunie | Dendermonde-Sint-Niklaas  | |
| Etienne Cooreman           | CVP       | Dendermonde-Sint-Niklaas  | |
| Marcel Van der Aa          | CVP       | Dendermonde-Sint-Niklaas  | |
| Bernard Van Hoeylandt      | BSP       | Dendermonde-Sint-Niklaas  | |
| Emile Edouard Cuvelier     | PVV       | Oudenaarde-Aalst          | |
| Renaat Diependaele         | Volksunie | Oudenaarde-Aalst          | |
| Wim Verleysen              | CVP       | Oudenaarde-Aalst          | |
| Dieudonné Vander Bruggen   | BSP       | Oudenaarde-Aalst          | |
| Raoul Vreven               | PVV       | Hasselt-Tongeren-Maaseik  | |
| Joris Hardy                | Volksunie | Hasselt-Tongeren-Maaseik  | |
| Frans Vangronsveld         | CVP       | Hasselt-Tongeren-Maaseik  | |
| Willem Mesotten            | CVP       | Hasselt-Tongeren-Maaseik  | |
| Cesar Heylen               | CVP       | Hasselt-Tongeren-Maaseik  | |
| Max Smeers                 | CVP       | Hasselt-Tongeren-Maaseik  | |
| Hubert Rubens              | BSP       | Hasselt-Tongeren-Maaseik  | Vervangt vanaf 5 juni 1973 de overleden Edgard Vanthilt. |
| Rika De Backer             | CVP       | Antwerpen                 | |
| Jos De Seranno             | CVP       | Mechelen-Turnhout         | |
| Alfons Verbist             | CVP       | Mechelen-Turnhout         | |
| Louis Rombaut              | BSP       | Antwerpen                 | Ondervoorzitter vanaf 20 november 1973. |
| Joanna Nauwelaerts-Thues   | BSP       | Mechelen-Turnhout         | Vervangt vanaf 2 juni 1972 de overleden Jozef Magé. |
| Edgard Bouwens             | Volksunie | Mechelen-Turnhout         | |
| Herman Vanderpoorten       | PVV       | Mechelen-Turnhout         | Ondervoorzitter tot 26 januari 1973. |
| Maurits Van Haegendoren    | Volksunie | Leuven                    | Ondervoorzitter. |
| André Lagae                | CVP       | Leuven                    | |
| Paul Devlies               | CVP       | Leuven                    | |
| Jerôme Aerts               | BSP       | Brussel                   | |
| Jos Daems                  | PVV       | Leuven                    | |
| Willy Persyn               | Volksunie | Roeselare-Tielt           | |
| Alfons De Nolf             | CVP       | Brugge                    | |
| Gustave Breyne             | BSP       | Kortrijk-Ieper            | |
| Gerard Vandenberghe        | CVP       | Kortrijk-Ieper            | |
| Marcel Coucke              | CVP       | Kortrijk-Ieper            | |
| Walter Claeys              | CVP       | Gent-Eeklo                | |
| Ferdinand De Bondt         | CVP       | Dendermonde-Sint-Niklaas  | |
| André Vlerick              | CVP       | Gent-Eeklo                | |
| Willy Vernimmen            | BSP       | Oudenaarde-Aalst          | |
| Armand De Baer             | PVV       | Dendermonde-Sint-Niklaas  | |
| Maurits Coppieters         | Volksunie | Dendermonde-Sint-Niklaas  | Voorzitter van de Volksunie-fractie vanaf 10 februari 1972. |
| Hubert Leynen              | CVP       | Hasselt-Tongeren-Maaseik  | |
| Jan Gerits                 | CVP       | Hasselt-Tongeren-Maaseik  | Vervangt vanaf 7 maart 1972 de overleden Leo Van Raemdonck. |
| Geeraard Slegers           | Volksunie | Hasselt-Tongeren-Maaseik  | |
| Robert Vandekerckhove      | CVP       | Mechelen-Turnhout         | Parlementsvoorzitter en voorzitter van de commissie Samenwerking, de commissie Reglement en de commissie Begroting.                                                    |
| Robert Houben              | CVP       | Leuven                    | |
| Marcel Vandewiele          | CVP       | Brugge                    | |
| Lucien Martens             | CVP       | Hasselt-Tongeren-Maaseik  | |
| Leo Vanackere              | CVP       | Brussel                   | Secretaris. |
| John Van Waterschoot       | CVP       | Leuven                    | |
| José Hendrickx             | PVV       | Hasselt-Tongeren-Maaseik  | |
| Leo Elaut                  | Volksunie | Gent-Eeklo                | |
| Robert Vandezande          | Volksunie | Leuven                    | |
| Elie Van Bogaert           | BSP       | Gent-Eeklo                | Voorzitter van de BSP-fractie van 20 februari tot 23 oktober 1973. |
| Piet Vermeylen             | BSP       | Brussel                   | Ondervoorzitter tot 19 november 1973. |
| Jan Roelants               | BSP       | Mechelen-Turnhout         | |